# 히가시타니촌 (후쿠오카현)
히가시타니촌(東谷村)은 현재의 후쿠오카현 현재의 기타큐슈시 동부에 해당하는 구 기쿠군에 존재했던 촌이다, 1948년 9월 10일 당시 고쿠라시에 편입되어 소멸되었다. 옛 히가시타니촌 지역은 현재의 기타큐슈시 고쿠라미나미구뿐만 아니라 시 자체의 최남단에 위치하며, 교쓰키, 다카와 지역과 접해 있다. 